# Erythrodiplax fervida
Erythrodiplax fervida är en trollsländeart som först beskrevs av Wilhelm Ferdinand Erichson 1848.  Erythrodiplax fervida ingår i släktet Erythrodiplax och familjen segeltrollsländor. Inga underarter finns listade i Catalogue of Life.

## Bildgalleri

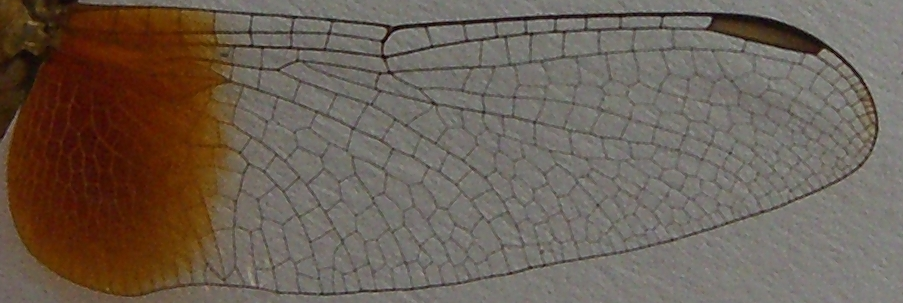